# Porto Eriksberg

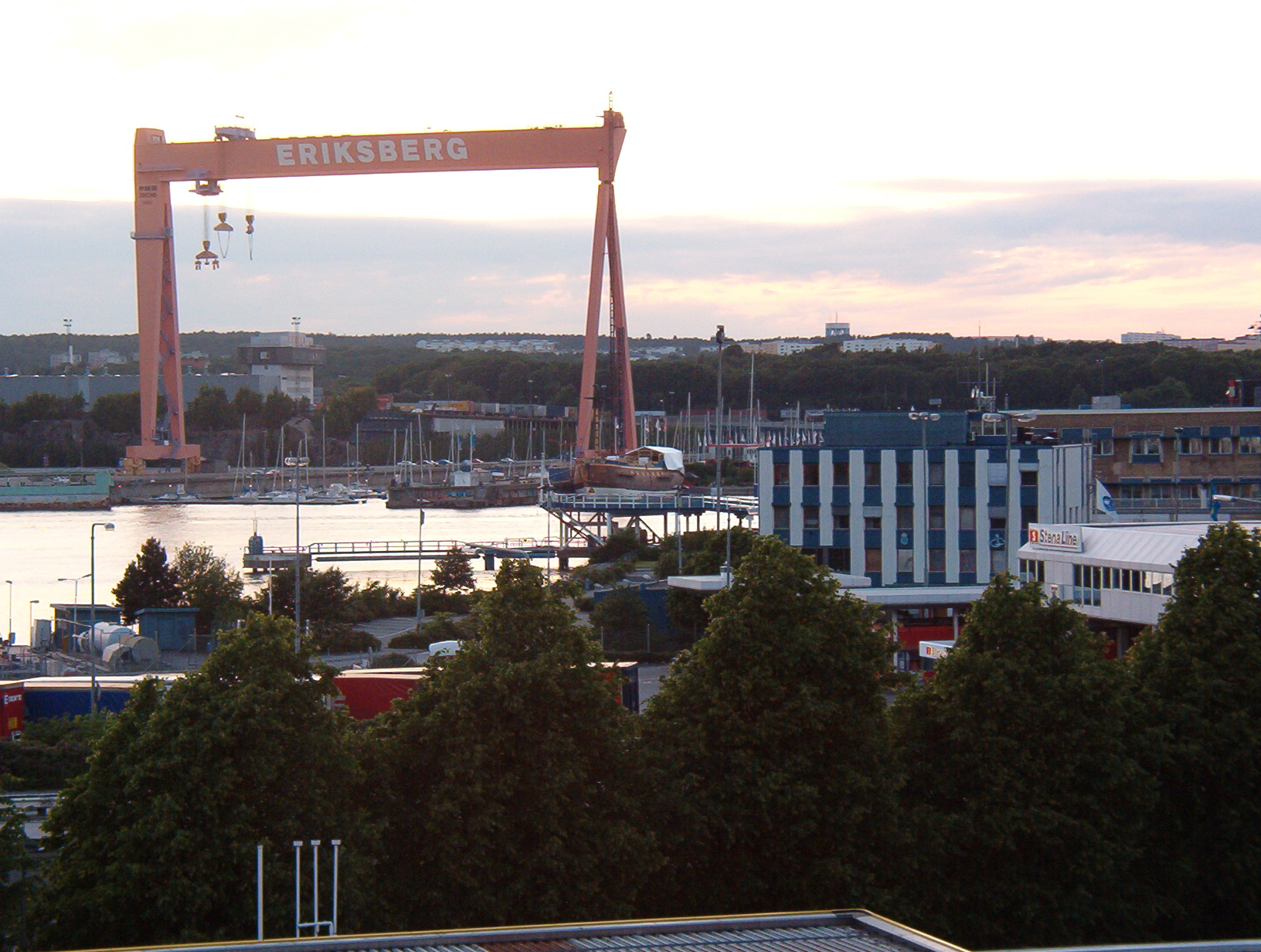
Visuale del Porto di Göteborg.

Il porto Eriksberg è una zona dell'isola di Hisingen a Göteborg, in Svezia.

## Storia
Al porto Eriksberg un tempo l'azienda Eriksbergs Mekaniska Verkstads AB aveva il cantiere, fino al fallimento avvenuto nel 1979.
Dopo il crollo dell'azienda, il cantiere è stato ristrutturato diventando il quartiere più bello e rinomato della città, con abitazioni signorilli ed un grande albergo con annesso una struttura per conferenze.
A 84 metri di altezza - la gru Eriksberg - rappresenta un residuo del passato, della costruzione navale della zona.